# Église Saint-Martin de Viam
Pour les articles homonymes, voir Église Saint-Martin.
L'église Saint-Martin est une église catholique située à Viam, en France.
Elle fait l’objet d’une protection au titre des monuments historiques.

## Localisation
L'église Saint-Martin est située dans la moitié nord du département français de la Corrèze, à l'intérieur du parc naturel régional de Millevaches en Limousin, dans le petit bourg de Viam, à proximité de la route départementale 160.

## Historique
En 1160, l'église Saint-Martin dépend de l'archiprêtré de La Porcherie mais est revendiquée à la fois par l'abbaye de Tulle et le prieuré de Bort. Prise de force par le prieuré, elle est ensuite récupérée par l'abbaye dont elle dépendait de droit. Bâtie en style roman, l’église est profondément modifiée fin du XIVe - début du XVe siècle.
La première travée de la nef s'effondre au XVIIIe siècle entraînant le réaménagement du portail occidental, portant la date de 1768. Le clocher-mur et ses contreforts sont repris au XIXe siècle.
En 1899, le cimetière qui jouxtait l'église au sud est déplacé à 350 mètres au nord-ouest, à proximité de la route départementale 979. Les vitraux datent des XIXe et XXe siècles.
L'édifice est classé au titre des monuments historiques le 25 mai 1976.

## Architecture et mobilier
L'édifice est essentiellement roman, avec des murs épais, des ouvertures étroites côté sud, un chevet demi-circulaire, assez rare en Corrèze, et des modillons de différents profils régnant sous la corniche. L'édifice intérieur est long de 22 mètres pour une largeur et une hauteur moyenne de 5 mètres. L’église est composée d'une nef de trois travées et six colonnes, dont les chapiteaux à feuillages ornés de volutes stylisées, annoncent l'art gothique. Le plafond d'origine était en bois, comme dans beaucoup d'églises romanes. Aux XIIIe et XIVe siècles, il est remplacé par une voûte en pierres de style gothique avec croisées d'ogives. À cette époque, l'église est « remaniée », puisque ce style gothique se retrouve aussi sur l'entrée principale et sur la porte latérale droite.
Le clocher-mur, à deux niveaux, est flanqué d'imposants contreforts. Dans sa partie supérieure se trouve une double arcade en plein cintre, chacune pourvue d’une cloche. La plus petite, datant de 1581, pèse 120 kg. L’autre pesant 245 kg date de 1866. Le portail d'entrée a plusieurs voussures en arc brisé ; il est surmonté d'un fronton triangulaire en bas-relief décoré de trois têtes humaines et abritant à l'intérieur une coquille.
L'église recèle un tabernacle du XVIIIe siècle en bois.
Côté sud, à l'emplacement de son ancien cimetière, des vestiges gallo-romains — coffres funéraires, colonne avec chapiteau, éléments de voûte d'une villa — provenant de différents sites du territoire communal ont été rassemblés, ainsi que des pierres tombales de cet ancien cimetière. 

## Galerie de photos

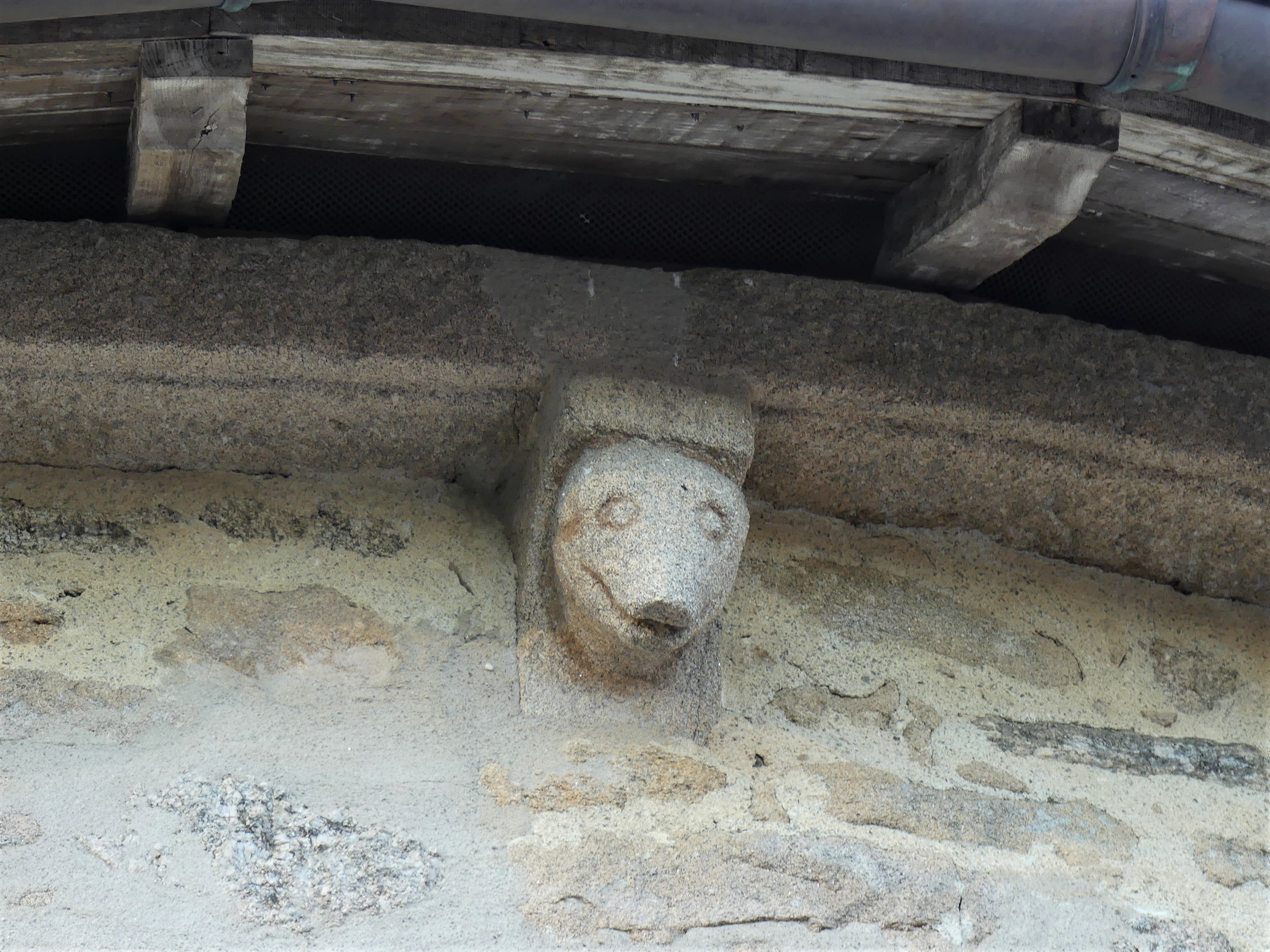
Modillon représentant une tête d’animal.
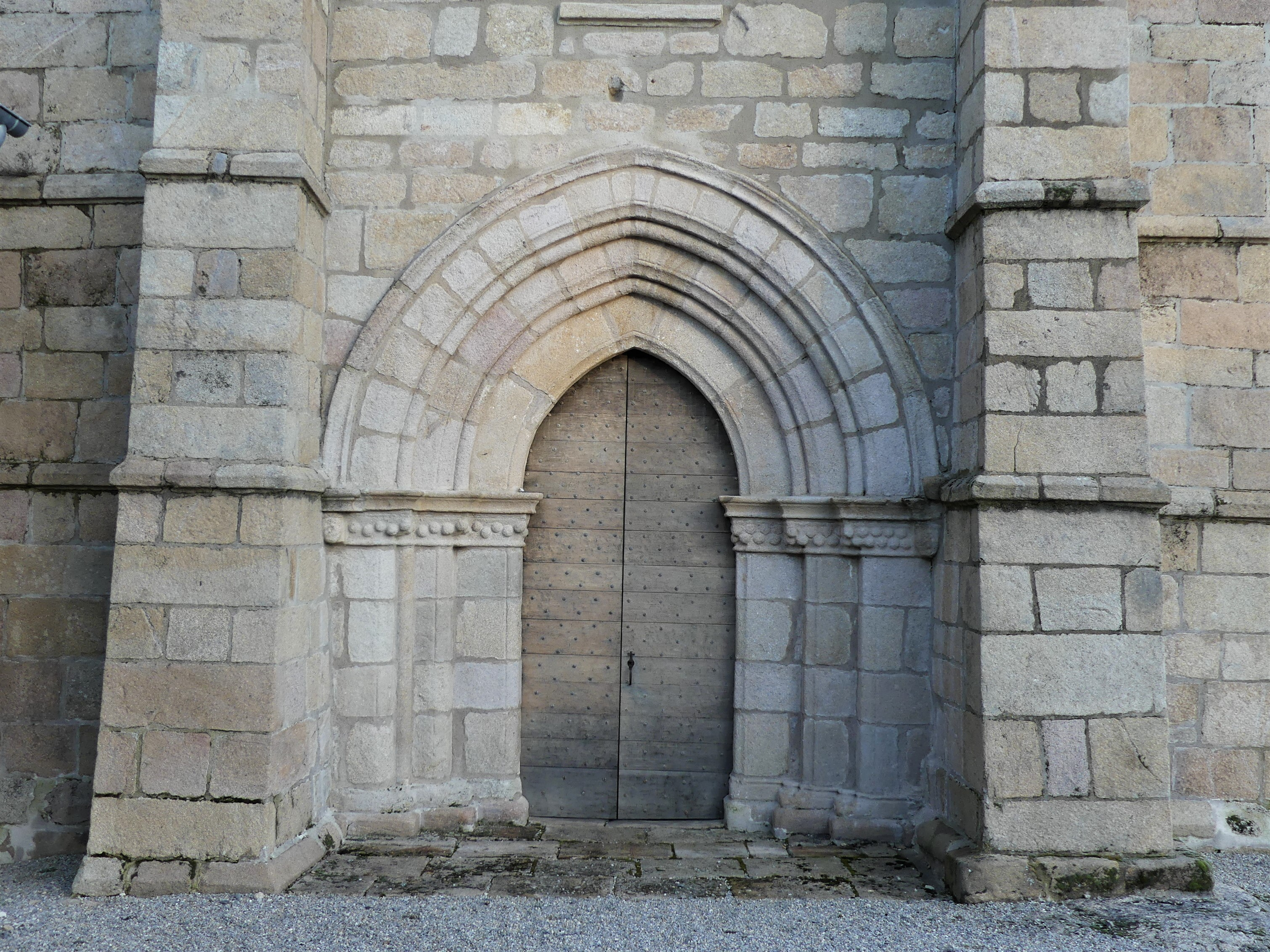
Le portail.
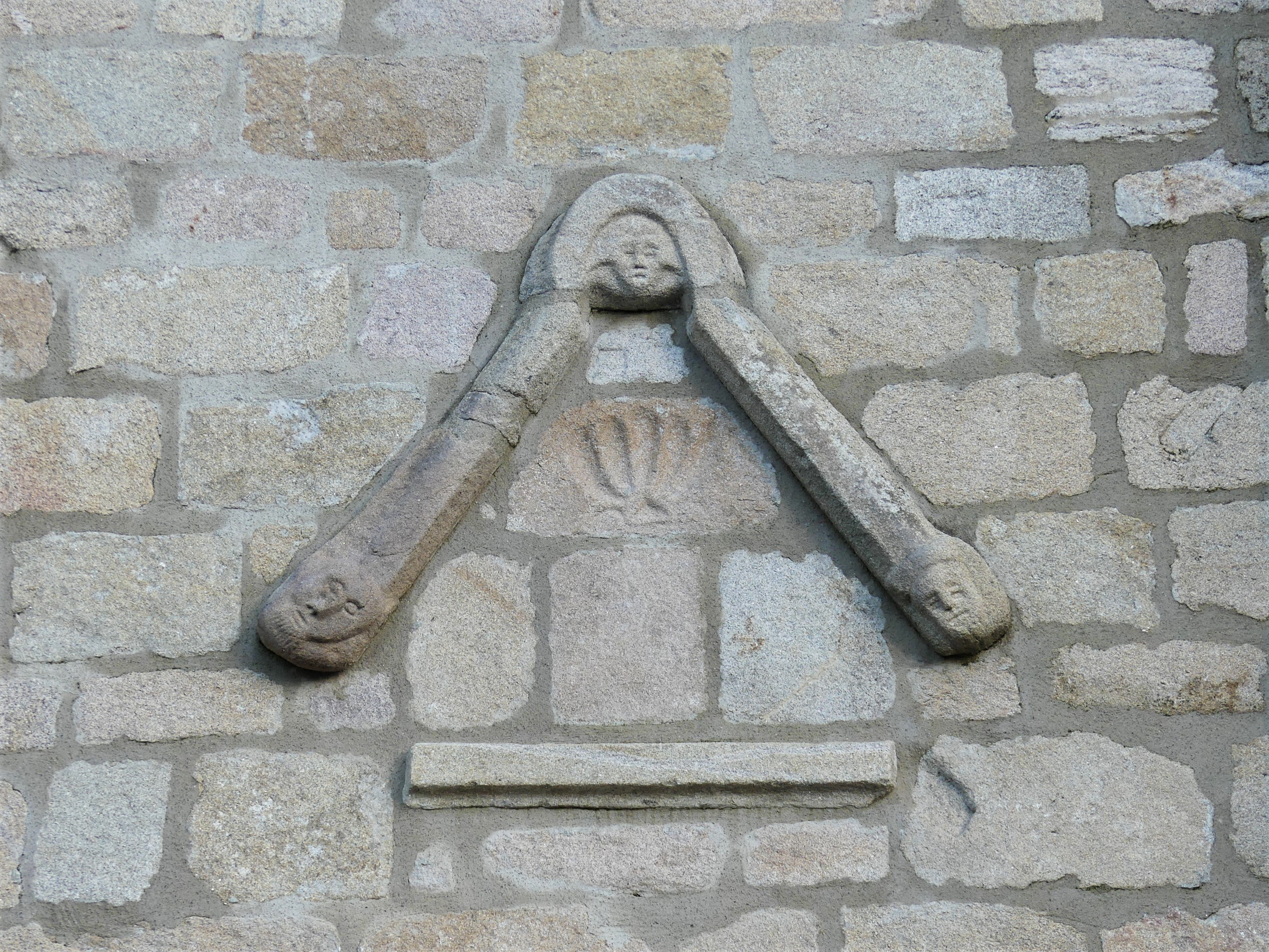
Le fronton au-dessus du portail.
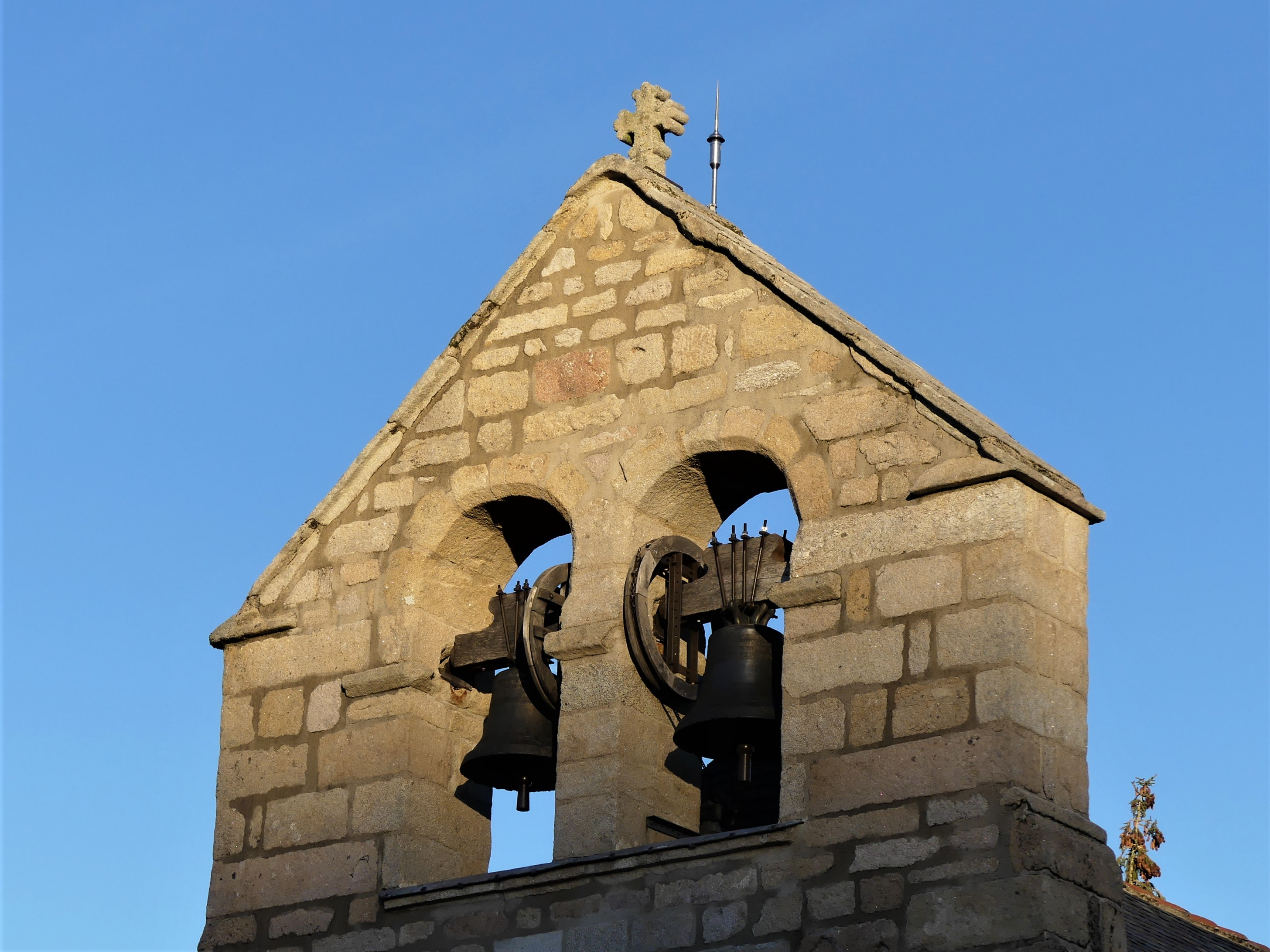
Le clocher-mur.
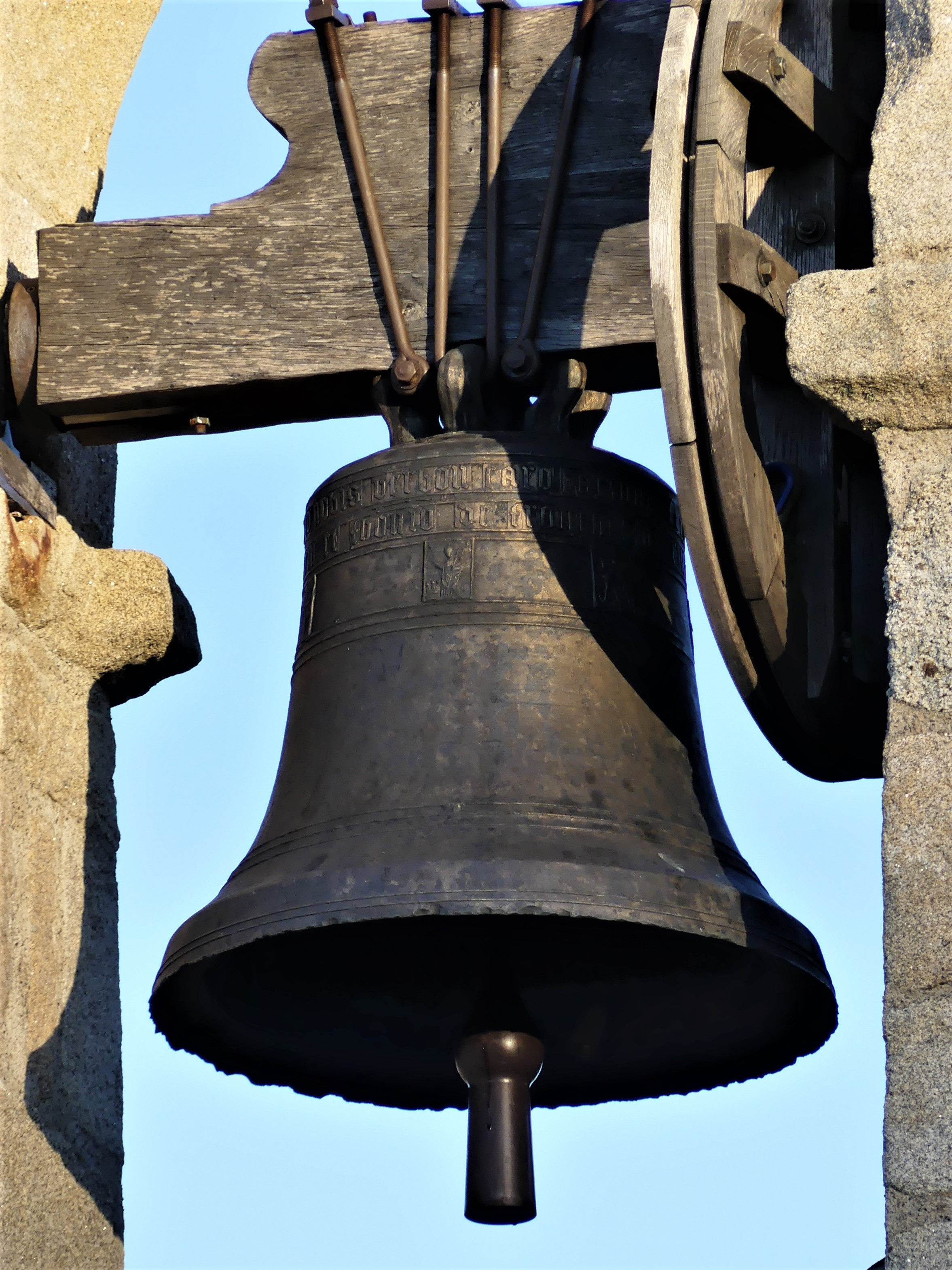
La cloche la plus grosse.
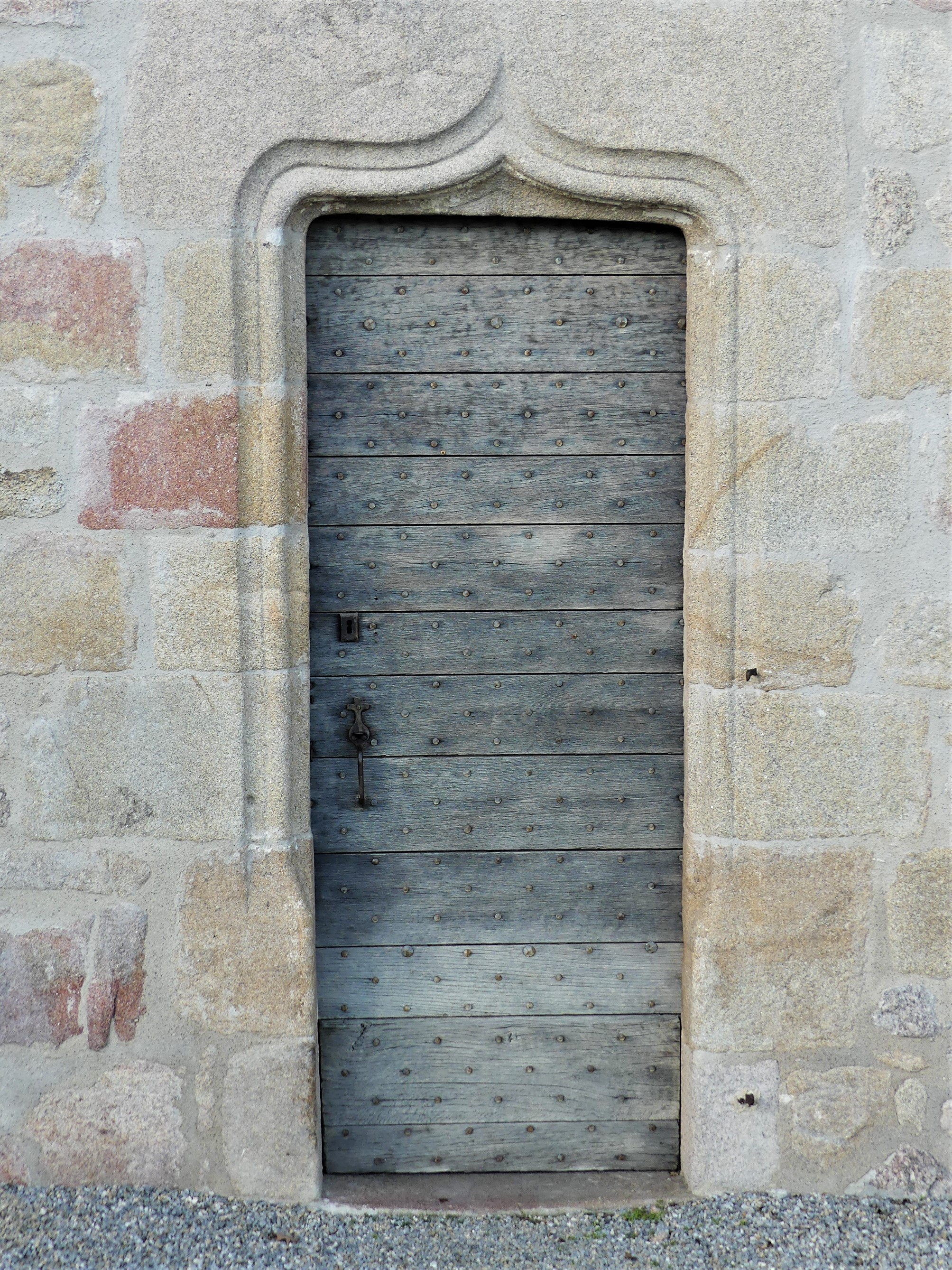
La porte sud.

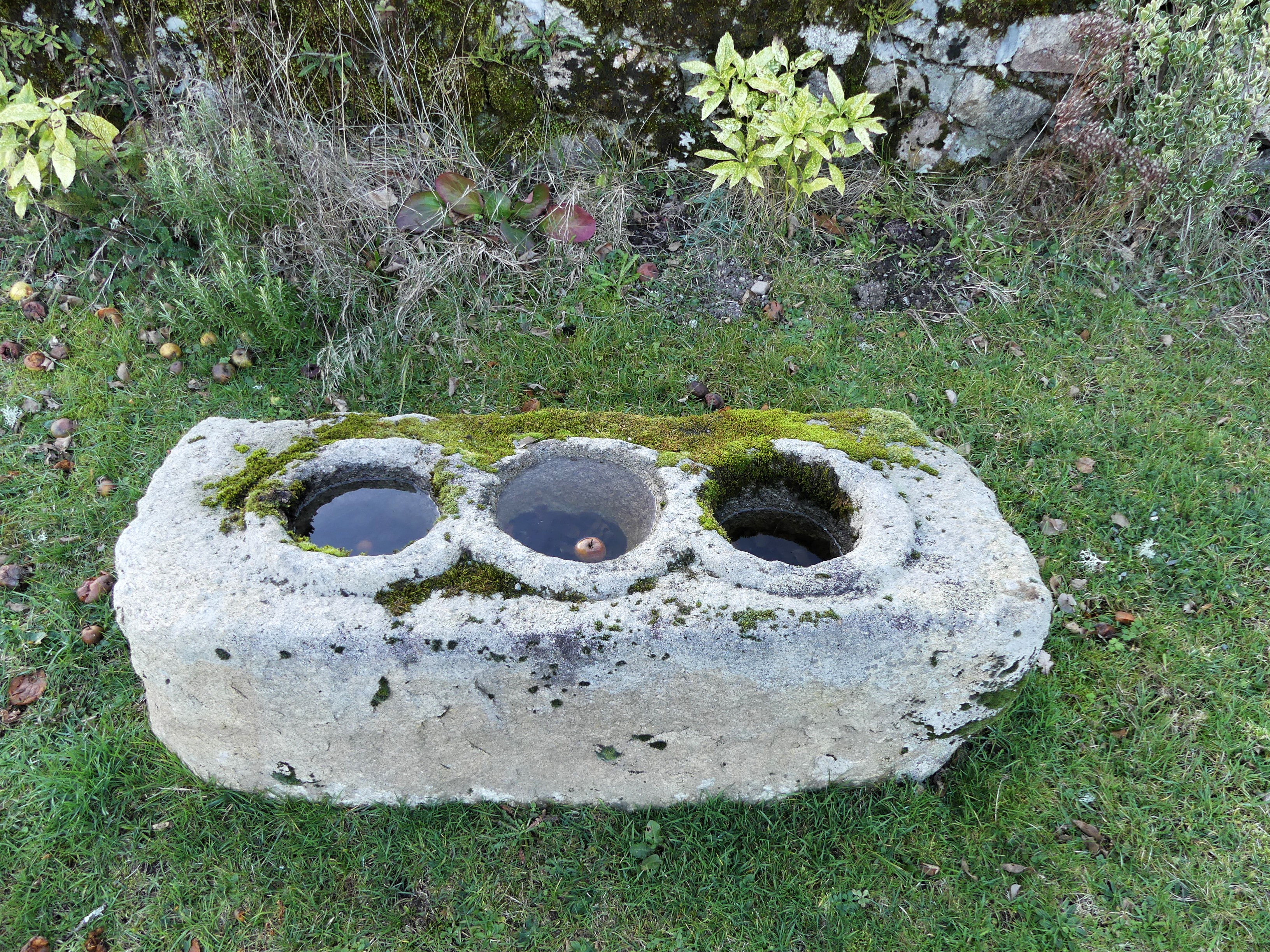
Coffre funéraire à trois réceptacles.
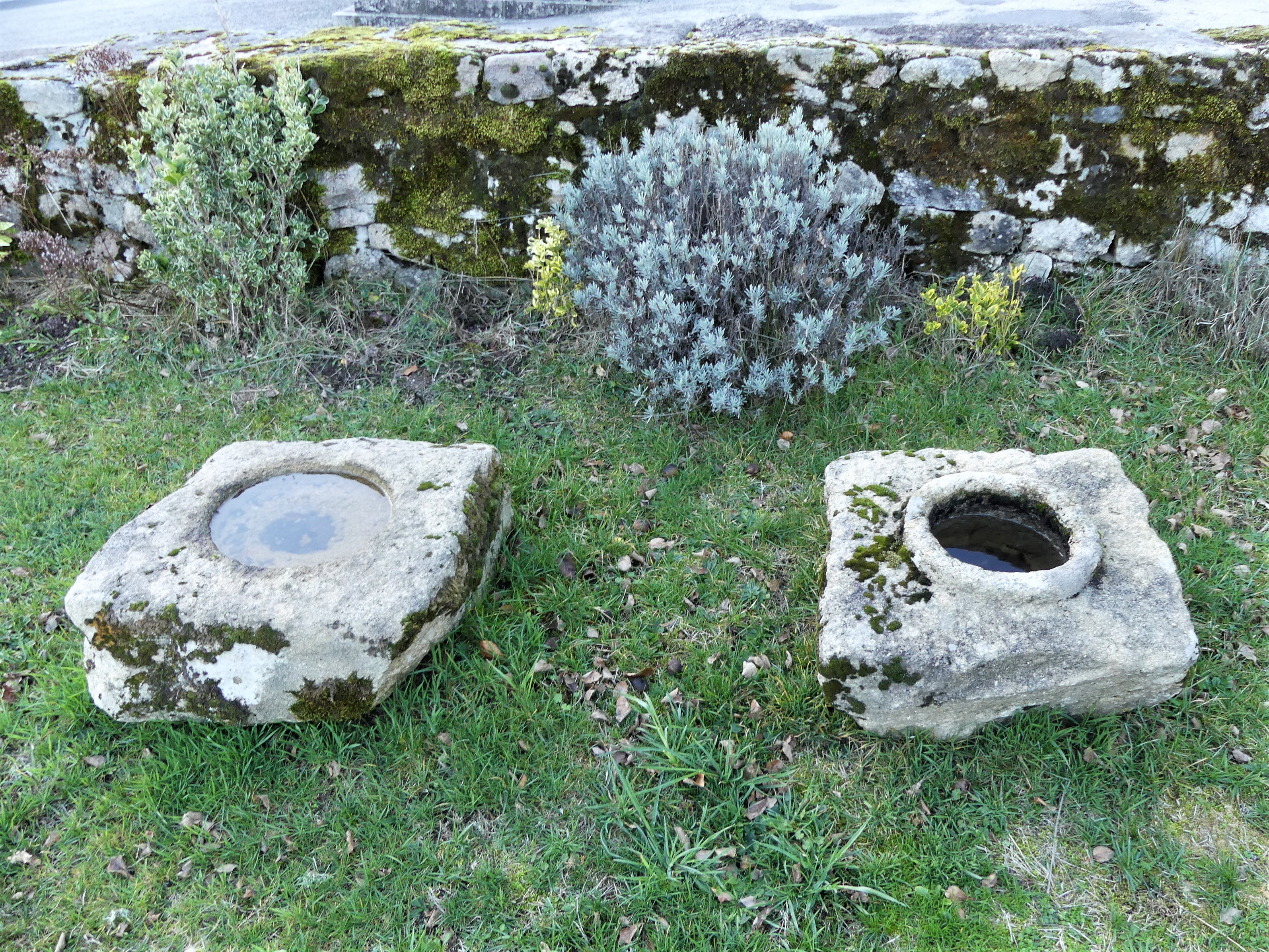
Coffre funéraire et son couvercle.
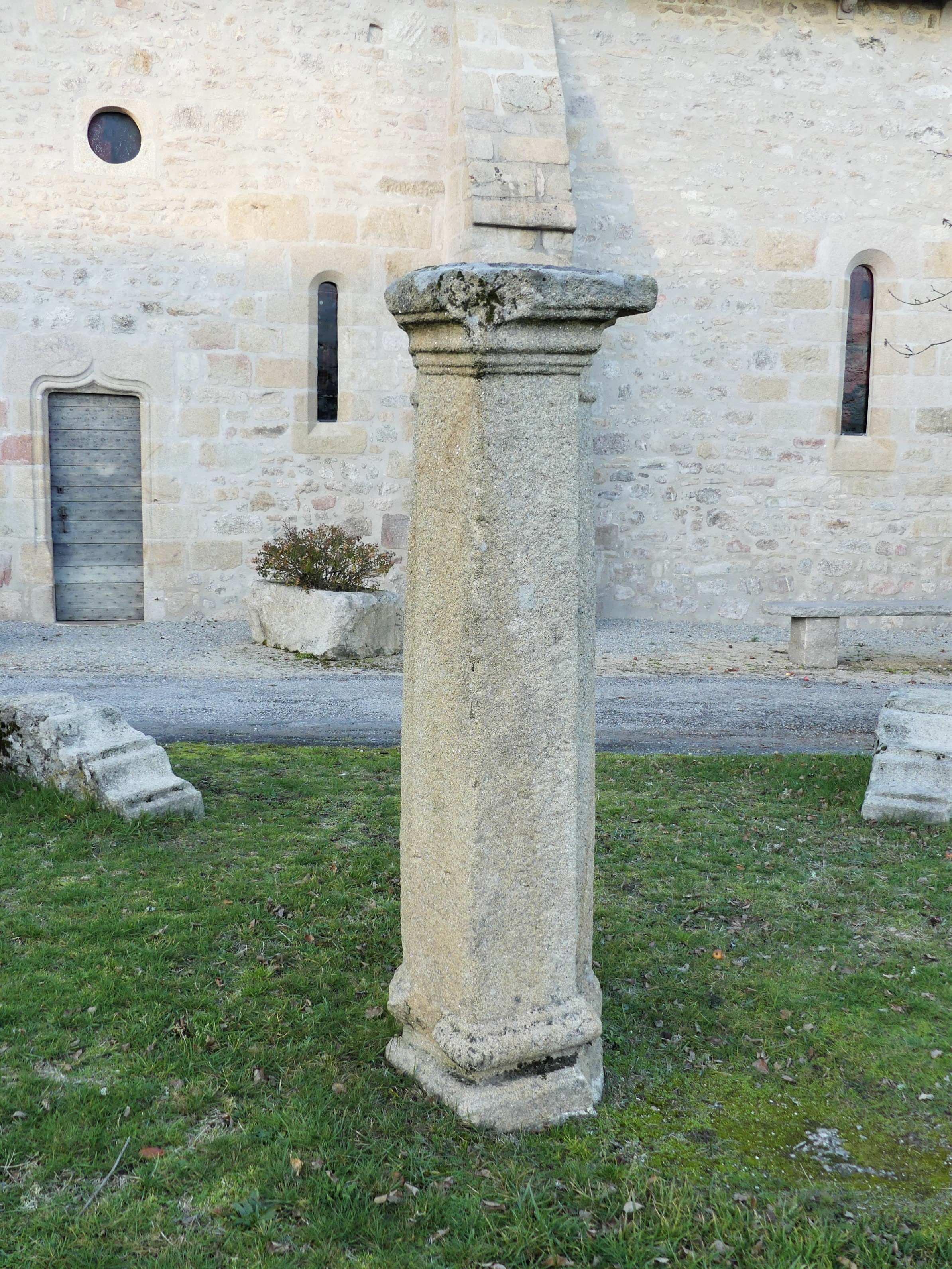
Colonne avec chapiteau.
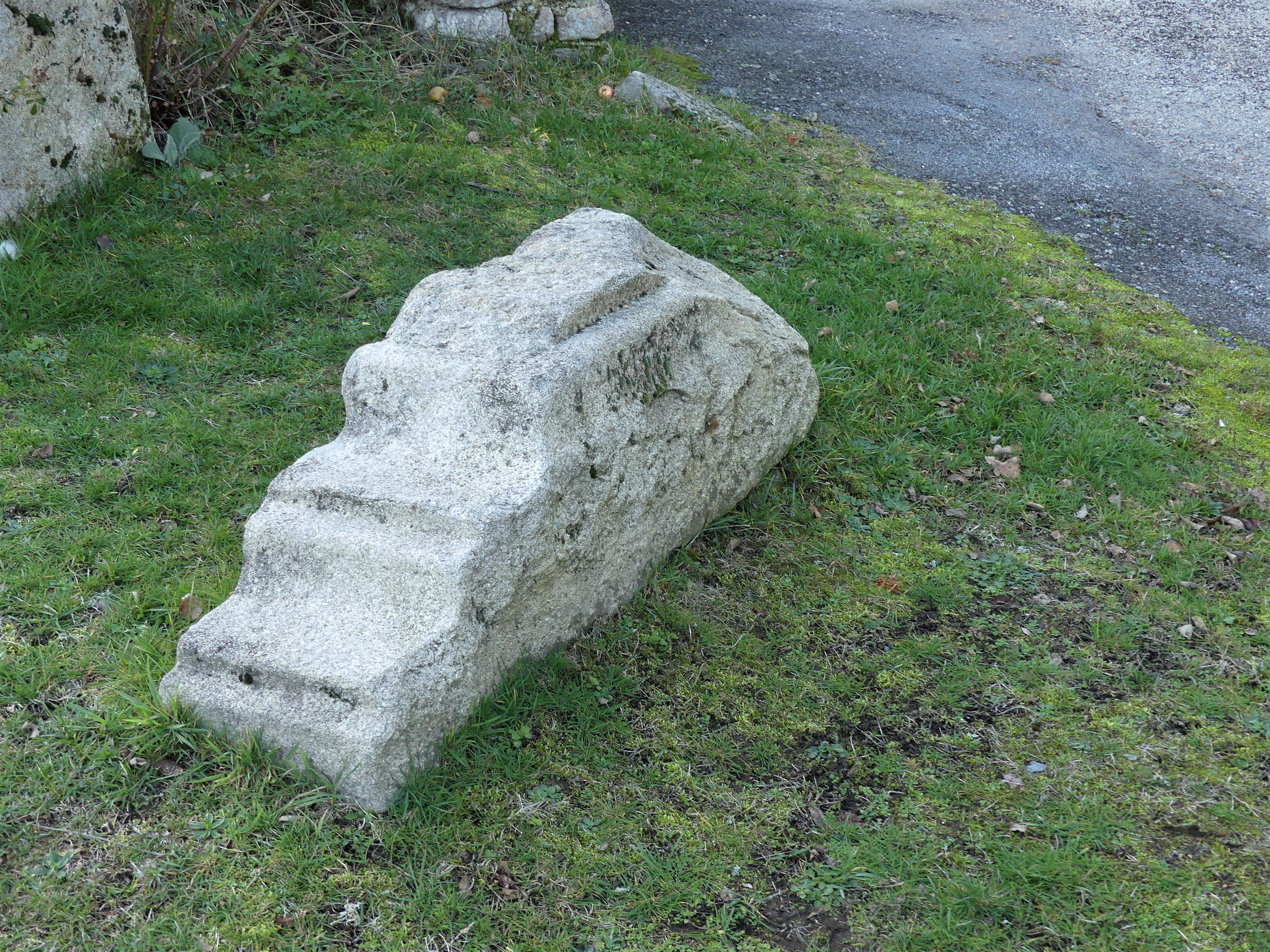
Élément de voûte d’une villa.
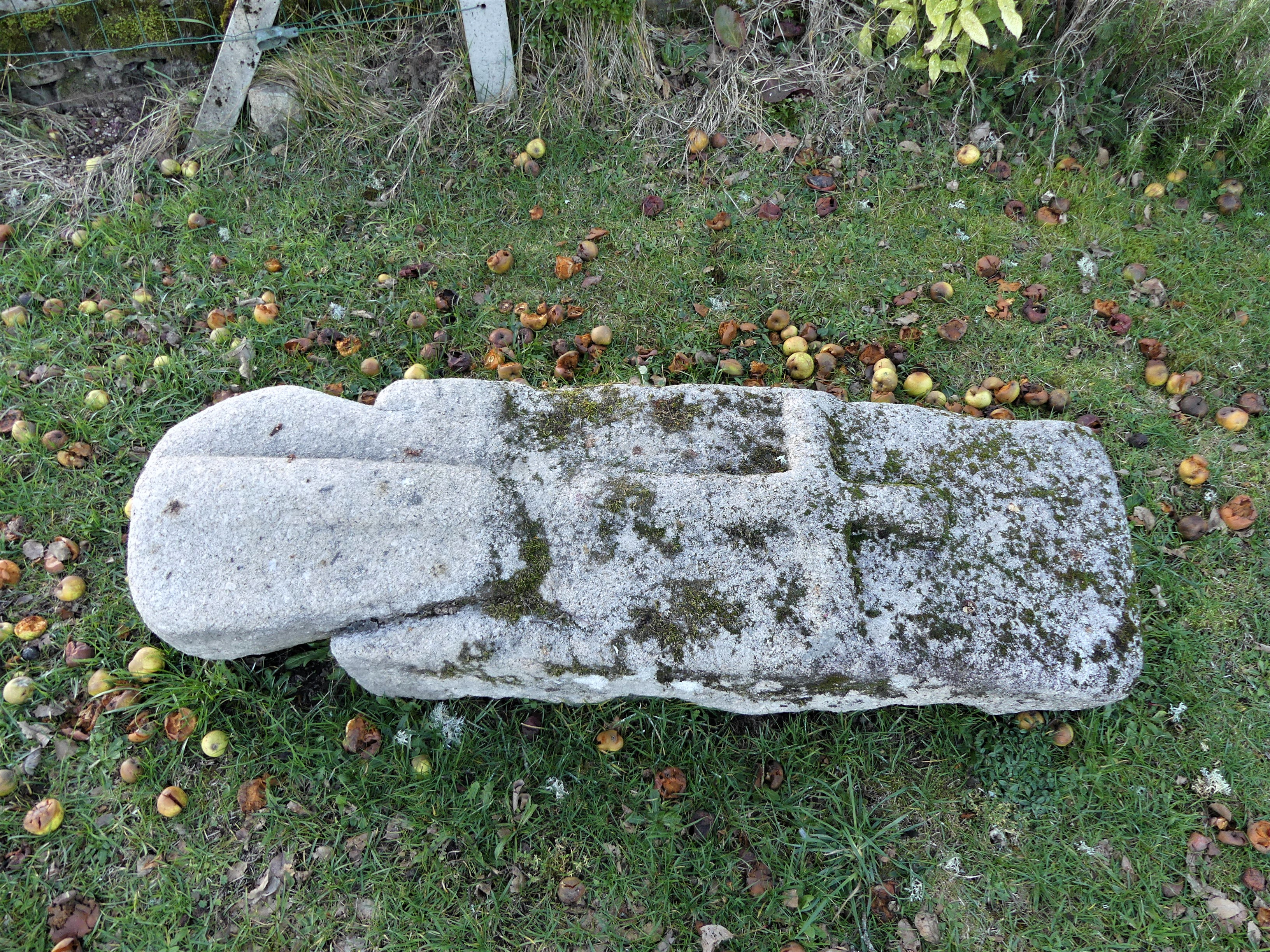
Pierre tombale.
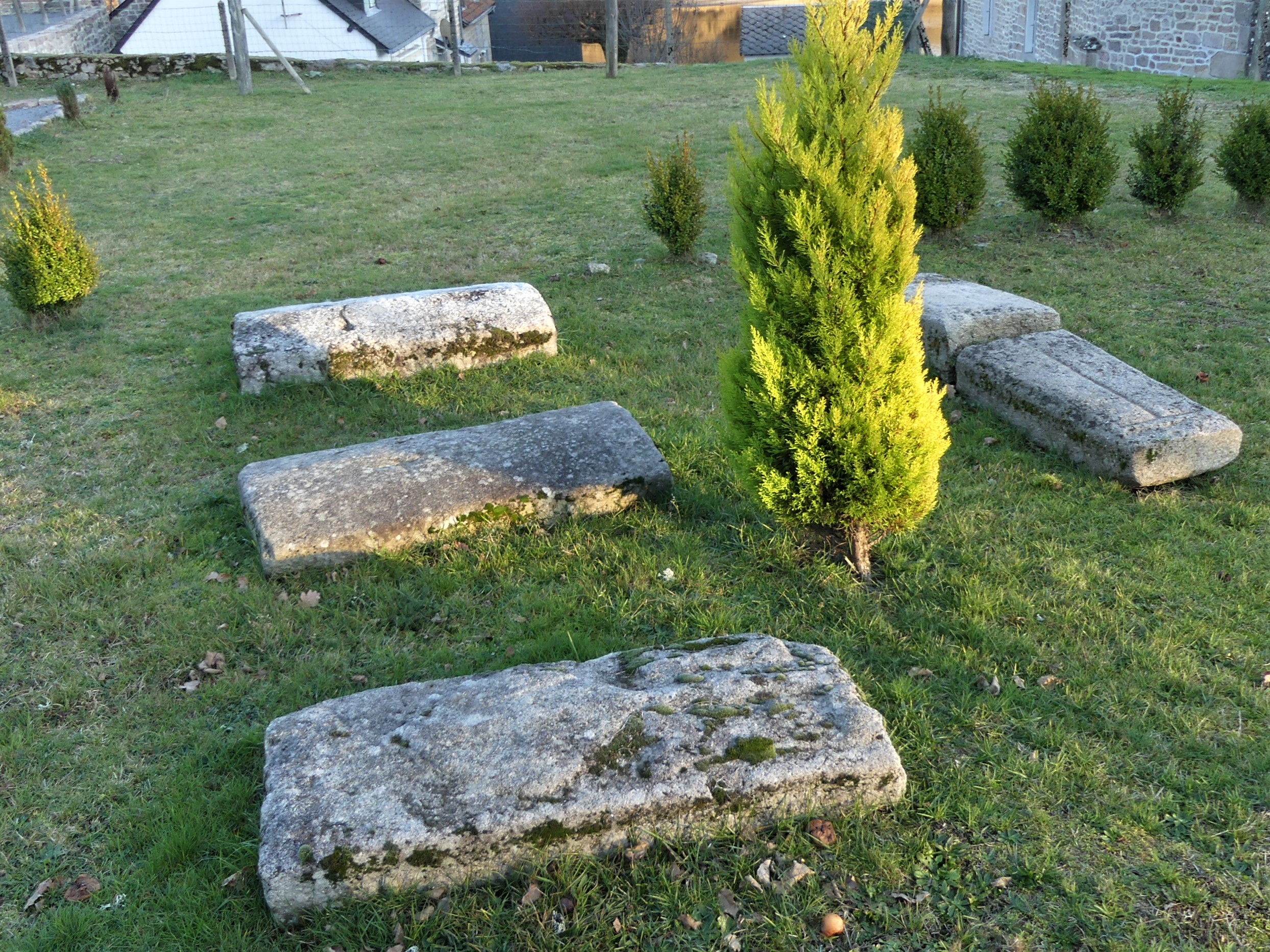
Pierres tombales.